# Fusil de pesca submarina

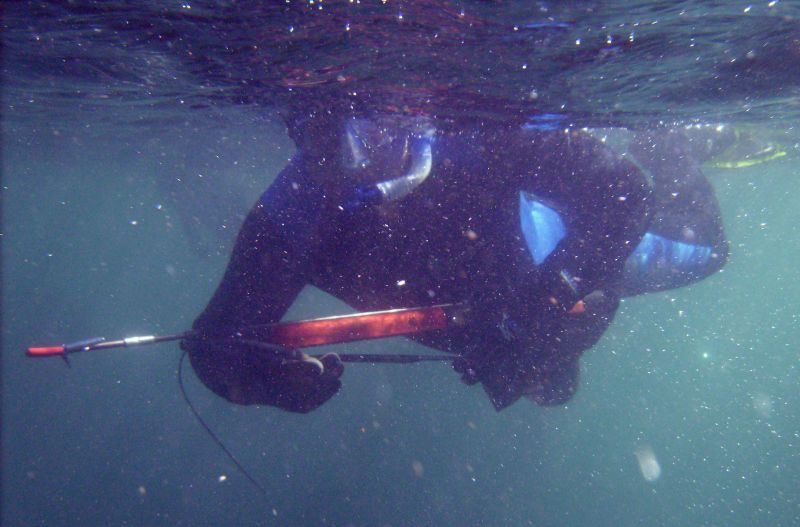
Fusil para pesca submarina

El fusil de pesca submarina es el útil que utilizan los pescadores submarinos para capturar sus presas bajo el agua. 
Son de aspecto similar a un fusil normal pero adaptado al medio marino. Estos utilizan mecanismos neumáticos o mediante gomas para el disparo de una varilla o arpón con la que se realizan las capturas. Poseen una empuñadura donde reside el gatillo y el mecanismo de disparo que apresa o libera el arpón e igualmente un tubo que une la empuñadura con el cabezal. 
Normalmente, estos son construidos con diferentes piezas y tipos de material, generalmente distinguimos los siguientes tres tipos de fabricación:
- Aluminio: es el tipo de fusil más común y más asequible.
- Fibra de carbono: mejora la flotabilidad y permite configuraciones de doble goma gracias a una rigidez aumentada
- Madera: posee varias calidades técnicas que no poseen los fusiles en aluminio o carbono

En la parte delantera, normalmente, dependiendo del tipo de fusil, se encuentra el cabezal de sujeción de las gomas que serán las que imprimirán la fuerza al arpón situado en la parte superior de la estructura del fusil.
En la actualidad existen diferentes tipos de fusiles para la pesca submarina, los más utilizados son:
Fusiles neumáticosEste tipo de fusiles utilizan aire comprimido para disparar el arpón, son generalmente rápidos, potentes y fáciles de utilizar. Anteriormente este tipo de fusiles eran muy populares, pero hoy en día es utilizado en pocos lugares e incluso está prohibido su uso en varios países.
Fusiles de gomas
Son los más económicos y los más utilizados, sobre todo en Europa. Utilizan bandas de gomas de longitudes y diámetros diferentes para que una vez tensada y acoplada al arpón, éste pueda ser impulsado mediante la utilización del disparador ubicado en el mango del fusil. Este tipo de fusiles son generalmente silenciosos.